# Selenidium pendula
Selenidium pendula is een soort in de taxonomische indeling van de Myzozoa, een stam van microscopische parasitaire dieren. Het organisme komt uit het geslacht Selenidium en behoort tot de familie Selenidiidae. Selenidium pendula werd in 1884 ontdekt door Giard.